# 鹿行

鹿行

鹿行（ろっこう）とは、茨城県の南東部の地域名である。名称の由来は、鹿島郡の「鹿」と行方郡の「行」。読み方は「ろっこう」。

## 地勢
太平洋（鹿島灘）と霞ヶ浦に挟まれた地域である。
水郷筑波国定公園の一角で、筑波山を望む地域である。

## 別名
水戸地方気象台が発表する注意報や警報等は「鹿行地域」として発表されるほか、県庁などの自治体では「鹿行地域」と称する場合が多い。そのため、県内はもとより、関東の他都県でも一定の知名度がある。
学校の部活動の地区名などでは「県東地区」や「県南東地区」と呼ばれることもある。

## 該当する市町村

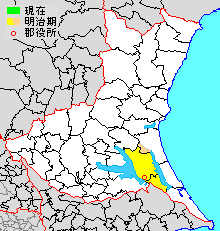
旧行方郡域
  - 潮来市[2]
  - 行方市[2]
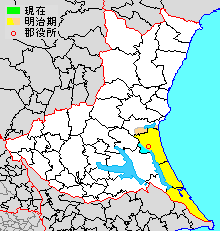
旧鹿島郡域
  - 鹿嶋市[2]
  - 神栖市[2]
  - 鉾田市[2]

- 旧行方郡
- 旧鹿島郡

## 歴史
- 1875年5月6日までは「新治県」の一部。
- 2011年3月11日に発生した東日本大震災（東北地方太平洋沖地震）では、同地区内においては液状化現象等の被害が見られた。

## 特色
- 乗用車のナンバーは「水戸」である。
- 鉄道は、鹿島臨海鉄道大洗鹿島線（鉾田市・鹿嶋市）とJR鹿島線（鹿嶋市・潮来市）が通る。2007年3月31日までは、行方市（旧玉造町）と鉾田市（旧鉾田町）に、鹿島鉄道鉾田線が通っていたが、同年4月1日をもって廃線となった。
- Jリーグ・鹿島アントラーズのホームタウンに鹿行全域が指定されており、その本拠地たる鹿嶋市にはサッカーが定着していて、鹿島学園高等学校や茨城県立鹿島高等学校が全国高等学校サッカー選手権大会に出場するなど、着実に力を付けてきている。
- 鹿島灘沿岸の旧鹿島郡域には、海岸や海水浴場があり関東各地からサーフィンに訪れる。ただし一部の区域は波の流れが速く、離岸流も発生するため、ほぼ毎年水難事故が発生する。
- 警察署は鹿嶋警察署（鹿嶋市）、神栖警察署（神栖市）、鉾田警察署（鉾田市）、行方警察署（潮来市・行方市）がある。鹿行の中で最も人口が多い神栖市には長年警察署が設置されていなかったが、2016年に神栖市に神栖警察署の設置が決定し、2017年4月1日に開設した。
- 農業が盛んで、鉾田市（主に旧鉾田町及び旧旭村）は遠州灘沿岸（静岡県西部と愛知県東部）と列ぶメロンの大産地で、出荷量は日本一である。
- 鹿島港を中心に鹿島臨海工業地帯が造成されて以降は、鉄鋼や石油化学などが集中する臨海工業地域になっている。